# Fatih Akyel
Fatih Akyel (* 26. Dezember 1977 in Istanbul) ist ein ehemaliger türkischer Fußballspieler und -trainer.

## Spielerkarriere

### Verein
Akyel begann seine Fußballkarriere im Alter von sechs Jahren beim Istanbuler Amateurverein Kaanspor. Mit 16 Jahren wechselte er zu Konyaspor und wenige Jahre später zu Galatasaray Istanbul. Mit Galatasaray wurde Fatih 1997, 1998, 1999 und 2000 türkischer Süper-Lig-Meister, 1997, 1998 und 2000 türkischer Pokalsieger sowie 2000 UEFA-Pokal-Sieger und UEFA Super-Cup-Sieger.
2001 wechselte Akyel zu dem damaligen spanischen Champions-League-Vertreter Real Mallorca. Nach einem Jahr folgte er einem Angebot von Fenerbahçe Istanbul, mit dem er 2004 türkischer Meister wurde. In der Saison 2004/05 wurde er von seinem Trainer Christoph Daum aussortiert; in der Winterpause ging er zum VfL Bochum. Zu Beginn der Saison 2005/06 zog es ihn schließlich nach Griechenland, wo er für PAOK Saloniki spielte. Ab Januar 2006 spielte Akyel wieder in der türkischen Süper Lig für Trabzonspor. Zur Saison 2007/08 wechselte er für eine Spielzeit zu MKE Ankaragücü.
Seine Karriere beendete er 2010 beim Istanbuler Verein Tepecik Belediyespor.

### Nationalmannschaft
Von 1997 bis 2004 war Akyel eine feste Größe in der türkischen Nationalmannschaft. Sein Debüt gab er am 20. August 1997 beim 6:4-Sieg gegen Wales in der Qualifikation zur Fußball-Weltmeisterschaft 1998. Beim dritten Platz bei der WM 2002 in Japan und Südkorea war er ebenfalls als Stammspieler dabei.

## Trainerkarriere
Im Sommer 2014 wurde Akyel beim Zweitligisten Elazığspor als Co-Trainer eingestellt und assistiere dabei dem Cheftrainer Ümit Özat. Mitte Dezember 2014 wurde er entlassen.
Im August 2015 übernahm er den ostanatolischen Drittligisten Gümüşhanespor und arbeitete damit das erste Mal als Cheftrainer. Da er zu diesem Zeitpunkt nicht die erforderliche Trainerlizenz besaß, wurde sein Co-Trainer Recep Yazıcı als offizieller Cheftrainer angeben. Akyel beendete mit seinem Klub die Saison als Tabellenfünfter und qualifizierte sich damit für die Play-off-Phase, in welchem der letzte Aufsteiger TFF 2. Lig per K.-o.-System bestimmt wird.

## Erfolge
Mit der Nationalmannschaft
- 3. Platz bei Fußball-Weltmeisterschaft 2002
- 3. Platz beim FIFA-Konföderationen-Pokal 2003

Galatasaray Istanbul
- UEFA-Pokal-Sieger 2000
- UEFA-Super-Cup-Sieger 2000
- Türkischer Fußballmeister: 1998, 1999, 2000,
- Türkischer-Fußballpokal-Sieger: 1999, 2000

Fenerbahçe Istanbul
- Türkischer Fußballmeister: 2004